# 니시테쓰긴스이역
니시테쓰긴스이역(일본어: 西鉄銀水駅)은 일본 후쿠오카현 오무타시에 위치한 서일본 철도 덴진오무타 선의 역이다. 역 번호는 T48이다. 여객용 안내에서는 "니시테쓰"를 생략하고 "긴스이"라고 안내된다.

## 역사
- 1938년 10월 1일: 긴스이역으로 영업 개시.
- 1942년 9월 22일: 니시테쓰긴스이역으로 역명 변경.
- 1972년: 역사 개축.
- 2017년 2월 1일: 역 번호 도입.

## 역 구조
섬식 승강장 1면 2선의 구조이다. 유인역에서 자동 개찰기가 있다.

### 승강장
| 1 | ■ 덴진오무타 선 | 신사카에마치・오무타 방면             |
| 2 | ■ 덴진오무타 선 | 야나가와・구루메・후쿠오카(덴진) 방면 |

## 역 주변
- JR 가고시마 본선 긴스이역 - 본 역에서 북동쪽으로 약 400m
- 후쿠오카 현립 미이케 고등학교
- 오무타 중・고등학교
- 긴스이 우체국
- 오무타 중앙 자동차학교
- KS골프 가든
- 국도 제208호선

## 사진

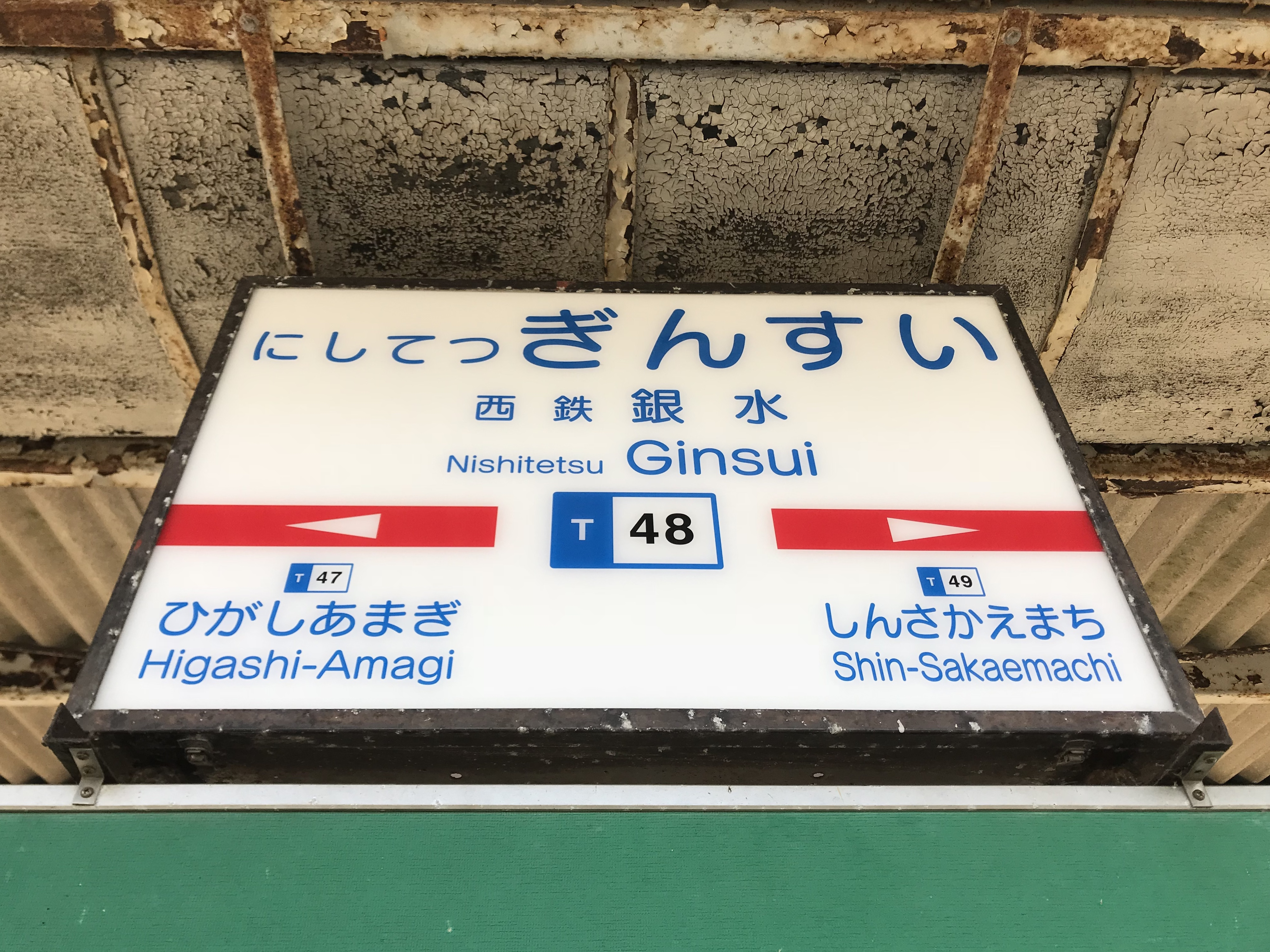
역명판

## 인접역
| 서일본 철도 ■ 덴진오무타 선                   | 서일본 철도 ■ 덴진오무타 선 | 서일본 철도 ■ 덴진오무타 선  |
| --------------------------------------------- | --------------------------- | ---------------------------- |
| T47 히가시아마기 니시테쓰 후쿠오카(덴진) 방면 | ■ 보통                      | 신사카에마치 T49 오무타 방면 |